# Panenka (revista)
Panenka és una revista catalana en llengua castellana de periodicitat mensual que aborda la cultura futbolística a través d'enfocaments històrics, culturals, socials o polítics. Va ser fundada en 2011 per un grup de periodistes, fotògrafs, il·lustradors i dissenyadors, i va començar la seua activitat el 20 de juny de 2011, data del 35è aniversari del penal de Panenka. El seu fundador és el periodista esportiu Aitor Lagunas i el seu redactor en cap, Roger Xuriach. També compta amb col·laboradors com Axel Torres o Vicent Chilet.
La revista està basada en altres iniciatives que busquen una aproximació al futbol des d'una vessant intel·lectual com la revista francesa So Foot, la sueca Offside o l'alemanya 11 Freunde. La seva estructura, de 116 pàgines, es divideix en una primera part d'informacions breus, un monogràfic central d'unes trenta pàgines i, finalment, una última part amb textos més literaris. El perfil dels seus lectors és gent entre 20 i 40 anys, activa a les xarxes socials i amb un nivell cultural mig-alt.

## Premis Panenka
Panenka organitza des de 2014 una gala anual, Premis Panenka, en què es donen diversos premis relacionats amb el món del futbol. Hi trobem diferents guardons com ara al millor reportatge de l'any, el millor llibre de l'any o al millor fotògraf de l'any.